# Ли Джи Ха
Ли Джи Ха (кор. 이지하; род. 7 октября 1970, Республика Корея) — южнокорейская актриса и модель, известна по своим ролям в таких драмах, как «И миллион звёзд падёт с небес» (2018) , «My Unfamiliar Family» (2020), «Милый дом» (2020), «Игра в кальмара» (2021), она также снялась в фильмах «Tabloid Truth» (2014), «Служанка» (2016) и «Братаны» (2017).

## Фильмография
| Год  | Название                 | Роль                  |
| ---- | ------------------------ | --------------------- |
| 2010 | В поисках мистера Судьбы | Клиент                |
| 2012 | Безымянный гангстер      | Носильщица            |
| 2014 | Tabloid Truth            | Жена Нам Чон Ина      |
| 2016 | Служанка                 | Владелица рёкана      |
| 2017 | Братаны                  | Мать Дан Сука         |
| 2018 | Love+Sling               | Классный руководитель |
| 2021 | New Year Blues           | Менеджер Джин А       |
| 2022 | Решение уйти             | Женщина из квартиры   |

## Телевидение
| Год  | Заголовок                      | Роль               |
| ---- | ------------------------------ | ------------------ |
| 2013 | The Queen of Office            | Ведущая            |
| 2016 | Five Enough                    | Консультант        |
| 2017 | Невеста речного бога           | Мать Со А          |
| 2017 | Молодое поколение              | Мать Хо-чан        |
| 2017 | Жонглёры                       | Кан Сун Док        |
| 2018 | И миллион звёзд падёт с небес  | Сестра Люси        |
| 2018 | Последняя императрица          | Шин Ын Су          |
| 2019 | Любовь как дополнение          | Мать Хэ Рин        |
| 2020 | My Unfamiliar Family           | О Ми Сук           |
| 2020 | Привет, прощай, мама           | Мать Пак Хе Джин   |
| 2020 | Милый дом                      | Мун Хён Сук        |
| 2021 | Игра в кальмара                | Игрок № 070        |
| 2022 | Король cвиней                  | Мать Хван Кён Мина |
| 2022 | Ева                            | Чхэ Ри Са          |
| 2022 | Poong, the Joseon Psychiatrist | жена Чо Дэ Гама    |
| 2023 | Время взывает к тебе           | Су Кён             |

## Награды и номинации
| Церемония награждения                               | Год  | Категория              | Результат | Прим.  |
| --------------------------------------------------- | ---- | ---------------------- | --------- | ------ |
| Театральный фестиваль в Сеуле                       | 2005 | Лучшая новая актриса   | Победа    | [ 25 ] |
| 44-я церемония вручения театральной премии «Донг-А» | 2008 | Премия «Новая актриса» | Победа    | [ 26 ] |
| 4-я церемония вручения премии «Золотой билет»       | 2008 | Лучшая женская роль    | Победа    | [ 26 ] |
| 2 премия Seoul Theatre Awards Acting Award          | 2015 | Лучшая ведущая актриса | Победа    | [ 26 ] |